# Триго (округ)
Три́го (англ. Trego County) — округ в штате Канзас, США. Официально образован 21 июня 1879 года. По состоянию на 2010 год, численность населения составляла 3 001 человек.

## География
По данным Бюро переписи США, общая площадь округа равняется 2 331,002 км2, из которых 2 302,512 км2 суша и 25,900 км2 или 1,100 % это водоёмы.

## Население
По данным переписи населения 2000 года в округе проживает 3 319 жителей в составе 1 412 домашних хозяйств и 936 семей. Плотность населения составляет 1,00 человек на км2. На территории округа насчитывается 1 723 жилых строений, при плотности застройки около 1,00-го строения на км2. Расовый состав населения: белые — 97,77 %, афроамериканцы — 0,18 %, коренные американцы (индейцы) — 0,39 %, азиаты — 0,48 %, гавайцы — 0,06 %, представители других рас — 0,15 %, представители двух или более рас — 0,96 %. Испаноязычные составляли 0,78 % населения независимо от расы.
В составе 27,30 % из общего числа домашних хозяйств проживают дети в возрасте до 18 лет, 58,10 % домашних хозяйств представляют собой супружеские пары проживающие вместе, 6,30 % домашних хозяйств представляют собой одиноких женщин без супруга, 33,70 % домашних хозяйств не имеют отношения к семьям, 31,40 % домашних хозяйств состоят из одного человека, 17,70 % домашних хозяйств состоят из престарелых (65 лет и старше), проживающих в одиночестве. Средний размер домашнего хозяйства составляет 2,27 человека, и средний размер семьи 2,86 человека.
Возрастной состав округа: 23,90 % моложе 18 лет, 5,50 % от 18 до 24, 23,50 % от 25 до 44, 23,20 % от 45 до 64 и 23,20 % от 65 и старше. Средний возраст жителя округа 44 лет. На каждые 100 женщин приходится 91,10 мужчин. На каждые 100 женщин старше 18 лет приходится 87,60 мужчин.
Средний доход на домохозяйство в округе составлял 29 677 USD, на семью — 40 524 USD. Среднестатистический заработок мужчины был 26 545 USD против 16 927 USD для женщины. Доход на душу населения составлял 16 239 USD. Около 11,20 % семей и 12,30 % общего населения находились ниже черты бедности, в том числе — 14,10 % молодёжи (тех, кому ещё не исполнилось 18 лет) и 12,00 % тех, кому было уже больше 65 лет.